# 佐烏
佐烏（ゾウ，又譯象島），是尾田榮一郎的動漫作品《ONE PIECE》中虛構的島嶼。

## 島嶼概要
佐烏位於新世界，座落在一頭存活長達1,000年以上，總計3.5萬米的巨象背上，並隨著巨象的步伐在海面移動，巨象曾在遠古時期犯錯，因此除了行走，其餘皆被禁止。這座島不是陸地，所以靠記錄指針无法到达。由島上住民「純毛族」組成「摩科莫公國」（默克莫公国），據說有將近1,000年的歷史。
然而於魯夫等人抵達兩個星期前，百獸海賊團「旱禍」JACK為了找出和之國忍者雷藏的下落，使用凱薩发明的殺戮兵器KORO毒瓦斯將這個國家擊潰。是和之國武士錦衛門一行人的目的地，而哈特海賊團的船員也曾停駐在此地。

### 文化
- 因為該島嶼矗立於巨象的背部，所以島上居民的生活和巨象的作息息息相關，每當巨象用鼻部取水灑在背部淋浴（當地居民稱為「噴火雨」）時，會連同海裡的一些生物捲至佐烏，為當地居民帶來海產類的食材兼灌溉作物，島上居民還特地針對此特性設置特製的排水系統。
- 當地居民純毛族因為是擁有半人半動物習性的民族，島上的居民和統治者亦分為晝行性和夜行性兩派，每逢日夜交替之時，相反晝夜習性的居民就會進入睡眠狀態。白晝期間由白晝統治者犬嵐公爵掌管政事，黑夜則由黑夜統治者貓蝮蛇掌櫃治理國家。當白晝統治者和黑夜統治者有要事要傳達和接受通知時，會指派「王之鳥」的信使傳遞訊息。
- 當地居民習慣用「佳魯丘」做為對彼此和友善訪客的招呼語，當他們判斷有外來訪客造訪時會敲響歡迎鐘，對於友善的訪客會和對方交換衣物做為友誼的證明，此外有武裝份子入侵時則會敲響敵襲鐘。
- 由於純毛族和數百年前打造歷史本文石碑的和之國家族光月一族有宣誓效忠的盟約，所以純毛族會特別留意和之國的動向。

### 地理
佐烏上的幾個重要地點：
- 克劳乌都：位于摩科莫公國中心的主要城鎮区域。在純毛族与「旱禍」JACK交战后，此区域几乎已被完全摧毁。
- 右腹：純毛族於森林搭建的隐蔽据点。在「旱禍」JACK入侵后，克劳乌都的大部分居民都在此据点避难。
- 鯨魚森林：有著像鯨魚般的大型樹木，裡面藏有能定位「拉乎德爾」所在處的四個紅色路標歷史本文之一。

### 居民
- 純毛族：又譯水貂族、毛皮族，於夏波帝諸島人口販賣首次提及的種族其一。有著半人半獸的外觀，並且會有自身獸種的能力（如兔種擁有高靈敏度和跳躍力，犬種有強力的嗅覺等）和特性（如猩猩種喜爱香蕉，牛種会被红色物体吸引等），除了可以像人類一樣使用工具和武器之外，由於自身有毛皮的關係，擁有獨特產生靜電的方式來附加在身體或武器上攻擊敵人且全民尚武，是支戰鬥民族。稱呼人類為「無毛族」，相傳純毛族極度厭惡人類，但事實上他們並不厭惡人類。自劇情開始的數十年甚至數百年前便宣誓效忠和之國的光月一族。

## 人物
象主（Zunisha）
聲優：樋浦勉（日本）；符爽→孫中台（台灣）
年齡：1,000歲以上，生日：12月18日，全長：200萬公分以上，高度：350萬公分以上，星座：射手座，出身地：偉大航路，喜歡的食物：空島的蘋果、巨型裙帶菜。
是喬伊波伊的夥伴，活了約千年的超級巨象，因在遠古時期犯下過錯，被命令只能行走。
後來「旱禍」JACK的船艦對象主的左前腳發動集火攻擊，象主為了保護牠背上的眾人，請求桃之助對牠下令取得戰鬥的許可，後以長鼻一擊將「旱禍」JACK的船艦擊沈。目前只有魯夫與桃之助聽得到巨象的聲音，且二人中只有桃之助能对其下达命令。
和之國篇後半段忽然現身在和之國外海，向桃之助傳話表示喬伊波伊即將歸來的訊息，海道被打敗後當場離開。
單行本第83卷SBS附錄中提到象的學名是「奈塔米艾·諾利達象」是多一個關節，有著超長腳的象。「奈塔米艾·諾利達象」倒過來變成「像達利的畫一樣的象」，原型出自西班牙畫家薩爾瓦多·達利於1980年的作品「太空象」和桂林山水的象鼻岩。

### 國王
羊吉思汗（Hichugiskhan）
聲優：白熊寛嗣（日本）；孫中台（台灣）
種族：羊種純毛族。
摩科莫公國前前任國王，又稱作「羊吉思汗公爵（Duke Genghis Baan）」。身体圆胖巨大，头戴皇冠的国王打扮。
首次出现在和之国篇回忆罗杰海贼团寻找记载最终之地的红色历史本文的旅途中，看到犬岚和猫蝮蛇平安回信感动欣慰，再者带领罗杰和御田等人去到位于鲸鱼森林的红色历史本文所在。
名字取自元朝时期的奠基者成吉思汗铁木真，形象则取自于元朝统治者忽必烈和蒙古“四犬”之一的速不台与其子兀良哈台和其孙阿术还有元朝皇帝拖雷与元朝名将哲别。
犬嵐（Inuarashi）
聲優：土師孝也／進藤尚美〈童年時期〉（日本）；宋克軍→孫中台（台灣）／連婉鈞〈童年時期〉（台灣）
摩科莫公國前任國王（晝王），光月家「紅鞘九人男」之一，鬼島大戰落幕後，選擇留在和之國。
貓蝮蛇（Nekomamushi）
聲優：池田勝／關根有咲〈童年時期〉（日本）；符爽／許淑嬪〈童年時期〉（台灣）
摩科莫公國前任國王（夜王），光月家「紅鞘九人男」之一，鬼島大戰落幕後，選擇留在和之國。
凱洛特（Carrot，加洛特）
聲優：伊藤加奈惠（日本）；詹雅菁（台灣）
種族：兔子種純毛族，年齡：15歲，生日：5月24日，身高：161公分，星座：雙子座，血型：F型，出身地：佐烏「摩科莫公國」，喜歡的食物：胡蘿蔔。
獸獸民族「王鳥」兼犬嵐銃士隊成員→摩科莫公國王儲。
外貌是身材嬌小的金色短髮的純毛族少女，與喬巴的性格十分相像，單純易動感情，在魯夫中毒時，情緒和行為表現都會非常激動。她還喜歡咬自己的喜歡的人的臉頰，而作為純毛族的她，也會在到招呼時，用自己臉頰貼緊那個人的臉頰。因兔子的生活習性，很喜歡胡蘿蔔，不會讓給任何人，曾因為魯夫偷吃紅蘿蔔而氣得差點將後者咬死。只要被摸頭就會變溫馴，她就會可愛地笑起來。作為兔子有著囓齒動物愛磨牙的習性。和一般兔子一樣，遇到太大的聲響就會嚇得不知所措，例如打雷。擁有超越常人的高靈敏度和驚人的跳躍力，也擅長隱秘氣息出其不意地突然攻擊敵人，戰鬥能力也十分高。擔任的職務為犬嵐公爵和貓蝮蛇老大傳達訊息。她雖隸屬於火槍隊，但被佩特羅指出比起使劍還有更適合她戰鬥的方法，之後受佩特羅指導成為火槍隊唯一一個僅用雙手（會戴上手套）戰鬥的成員。
是魯夫一行人登上島後第一個登場的純毛族，初登場時因巴利埃特的行動失敗，而快速襲擊索隆等人進行了短暫交戰，被萬妲阻止與索隆的戰鬥後，使用紅色布塊阻止羅帝和誤闖鯨魚森林的魯夫衝突。帶領魯夫等人前往右腹要塞和娜美及喬巴會合。
由於自身非常想出海冒險，從未見識過外面，於是私下偷偷隨行魯夫率領的「奪回香吉士小隊」，但很怕挨萬妲的責罵，認為大海是夢幻之地。擅長繪畫，其畫風偏向俊男美女的浪漫風格，被佩特羅吐槽「過於美化被繪對象了」。隨行魯夫到了巧克力鎮，在誘惑森林中，中了布璃叡的能力，並與喬巴一同被關進鏡面世界。與喬巴在鏡面世界中經過一番努力後成功擊倒布璃叡與蘭道夫等人，之後與喬巴將布璃叡和迪哲爾當做人質，四處通過鏡子尋找「奪回香吉士小隊」的其他人。在茶會與香吉士的婚禮中，與娜美等人從培基城堡中出來，幫助香吉士保護賓什莫克一家人。作戰失敗後，凱洛特被夏洛特家族三兒子代佛克所抓住，被變身後的約吉士救下，使凱洛特成功逃脫。和一行人搭乘千陽號逃離圓蛋糕島期間，遭遇「BIG MOM」和旗下成員的追擊，利用時逢滿月的特性變身「月獅子」型態癱瘓代佛克率領的艦隊，利用特長瞭望BIG MOM及其艦隊動向。
平安離開萬國後，隨著草帽海賊團到和之國回歸純毛族的行列。在佩特羅墳前顯得成熟許多。金色神樂當天搭乘千陽號前往鬼島，看到吉貝爾平安回來，開心地上前擁抱他。與娜美、小忍一同行動拯救桃之助，被BIG MOM的歡樂友人擒住，不過成功脫逃。後親眼目睹貓蝮蛇戰勝裴洛斯培勒，開心上前擁抱。接著因鬼島開始不斷崩塌，與萬妲跟隨貓蝮蛇趕往內部避難。後得知魯夫被海道擊敗，與貓蝮蛇隨同馬可、基德、羅對抗海道。鬼島大戰落幕後確認生還，與眾人出席慶祝勝利的宴會。最終被犬嵐與貓蝮蛇共同舉薦為摩科莫公國王儲。
名字取自「紅蘿蔔」（Carrot）。
電氣爪（Eleclaw）
將電氣纏繞在手套上，然後向敵方攻擊。
電光月神（Electrical Luna）
用纏繞著電氣的雙手猛擊地面，使一定範圍中的人觸電並發生爆炸。招式名字取自于罗马神话里的月神露娜。
月獅子（Ceylon）
經訓練後能在滿月時化身成純毛族的真實姿態。此型態的純毛族成員無論速度與力量皆會大幅提升，缺點是長時間持續此狀態將會戰鬥至力竭身亡。蓋住發動此能力的毛皮族人的雙眼可解除此狀態。形象参考自漫画龙珠里赛亚人集体变身和都市传说里狼人看到满月变身。

### 犬嵐銃士隊
犬嵐所率領的軍隊，兵力200名。銃士隊中的最强者稱作「犬嵐三銃士」，不同于普通队员的蓝色披风，三人均身着紫色披风，名字取自于大仲马的小说《三个火枪手》。
西西利昂（Shishilian）
聲優：花輪英司（日本）；宋克軍（台灣）
種族：獅子種純毛族，年齡：34歲，生日：4月4日，身高：196公分，星座：白羊座，血型：XF型，出身地：佐烏「摩科莫公國」，喜歡的食物：河馬肉。
犬嵐銃士隊隊長，「犬嵐三銃士」之首，又稱「全力之西西利昂」（Full Power Shishilian）。外表為有著一頭紅色捲鬃毛，頭戴西洋禮帽，身著深綠色西洋劍客服裝，武器為西洋劍，嗓門極大，作風是無論作什麼事情總是全力以赴，非常討厭「嬰兒、砂糖、溫柔」等甜膩沒鹹氣的語句。
在百獸海賊團入侵時，出面迎戰，因為JACK帶來了凱薩所製作的毒氣兵器導致中毒，被抵達島上的香吉士等人所救。和之國大戰前夕抵達該國，在火祭宴會當天搭乘千陽號前往鬼島，主動要求負責指揮銃士隊對抗百獸海賊團及黑炭大蛇等敵方陣營。埋伏於鬼島上方，於月圓之夜變身「月獅子」，迎向肆虐國家的「旱禍」JACK。鬼島大戰落幕後確認生還，與眾人出席慶祝勝利的宴會。在得知犬嵐與貓蝮蛇共同宣布將摩科莫公國交由凱洛特繼承的那一刻，力挺凱洛特接班。
名字取自于大仲马小说《三个火枪手》中的人物达达尼昂，形象则取自于圆桌骑士中的毒舌骑士凯 (亚瑟王传说)和骑士兰马洛克与忠义骑士贝德维尔。
喬凡尼（Giovanni）
聲優：新井良平→千葉俊哉（日本）；孫中台（台灣）
種族：斑馬種純毛族，年齡：30歲，生日：7月20日，身高：226公分，星座：巨蟹座，血型：S型，出身地：佐烏「摩科莫公國」，喜歡的食物：蛇肉。
犬嵐銃士隊「犬嵐三銃士」之一。外表為金色長髮帶西洋禮帽、圍圍脖，身著深綠色西洋劍客服裝，武器為西洋劍。
在百獸海賊團入侵時，出面迎戰，因為JACK帶來了凱薩所製作的毒氣兵器導致中毒，被抵達島上的香吉士等人所救。和之國大戰前夕抵達該國，在金色神樂當天搭乘千陽號前往鬼島。埋伏於鬼島上方，於月圓之夜變身「月獅子」，迎向肆虐國家的「旱禍」JACK。鬼島大戰落幕後確認生還，與眾人出席慶祝勝利的祭典。
名字取自于创作出石膏像《圣女大德兰的神魂超拔》的巴洛克艺术家吉安·洛伦佐·贝尼尼，形象则取自于圆桌骑士中的叛逆骑士莫德雷德和白马王子高文和骑士加勒沃特。
康斯洛特（Concelot）
聲優：千葉俊哉→奥畑幸典（日本）；符爽（台灣）
種族：狐狸種純毛族，年齡：29歲，生日：11月2日，身高：204公分，星座：天蠍座，血型：F型，出身地：佐烏「摩科莫公國」，喜歡的食物：蜥蜴肉。
犬嵐銃士隊「犬嵐三銃士」之一。外表為頭戴西洋禮帽、身著深綠色西洋劍客服裝，武器為兩把西洋短劍，以反手持劍。
在百獸海賊團入侵時，出面迎戰，因為JACK帶來了凱薩所製作的毒氣兵器導致中毒，被抵達島上的香吉士等人所救。和之國大戰前夕抵達該國，在金色神樂當天搭乘千陽號前往鬼島。埋伏於鬼島上方，於月圓之夜變身「月獅子」，迎向肆虐國家的「旱禍」JACK。鬼島大戰落幕後確認生還，與眾人出席慶祝勝利的祭典。
名字取自圆桌骑士中的湖上骑士兰斯洛特，形象则取自于圆桌骑士中寻得圣杯的三骑士帕西瓦尔和加拉哈德和鲍斯。
萬妲（Wanda）
聲優：折笠富美子（日本）；許淑嬪（台灣）；鄧潔麗（香港）
種族：狗種純毛族，年齡：28歲，生日：11月1日，身高：181公分，星座：天蠍座，血型：F型，出身地：佐烏「摩科莫公國」，喜歡的食物：骨頭。
獸獸民族「王鳥」兼犬嵐銃士隊成員→摩科莫公國王儲輔佐，主要任務是向犬嵐公爵和貓蝮蛇老大傳達訊息。
體態接近普通人，蓄著中短髮的純毛族女性，由於一開始登場時身穿娜美的衣服，被騙人布稱為「娜美狗女」。擁有強力的嗅覺，善於觀察後做相對應氣氛的反應，喜歡骨頭，對布魯克抱持濃厚興趣。
在JACK入侵時，出面對付他而不敵，被犬嵐公爵救下。因為JACK帶來了凱薩所製作的毒氣兵器導致中毒，被抵達島上的娜美、香吉士、喬巴、布魯克、凱薩所救。告訴索隆等人香吉士等人的屍體在右腹森林。後使用香蕉阻止BB與魯夫的衝突，帶領魯夫等人前往右腹要塞和娜美及喬巴會合。
和之國篇協同犬嵐公爵等純毛族人潛入國境，支援魯夫等人和光月一族的作戰計畫。得知佩特羅的死而落淚。後親眼目睹貓蝮蛇戰勝裴洛斯培勒，開心上前擁抱。接著因鬼島開始不斷崩塌，與凱洛特跟隨貓蝮蛇趕往內部避難。鬼島大戰落幕後確認生還，與眾人出席慶祝勝利的宴會。之後凱洛特被犬嵐與貓蝮蛇共同舉薦為摩科莫公國王儲，向凱洛特表示願意輔佐她治國。
四方（Yomo）
聲優：田中一成→荒井聡太（日本）；符爽（台灣）
種族：羊種純毛族。
犬嵐銃士隊成員，純毛族的牧師，其身體的毛皮非常軟綿綿，讓娜美、喬巴等人躺在他身上休息。

### 俠客團
貓腹蛇所率領的軍隊，兵力未知。
佩特羅（Pedro）
聲優：三木真一郎（日本）；符爽／連婉鈞〈童年時期〉（台灣）
種族：美洲豹種純毛族，年齡：享年32歲，生日：6月16日，身高：233公分，星座：雙子座，血型：F型，出身地：佐烏「摩科莫公國」，喜歡的食物：千層麵、骨頭，霸氣：見聞色、武裝色。
鯨魚森林「俠客團」團長，貓蝮蛇的心腹，又稱「林木上的佩特羅」（Pedro of the Treetops），原「諾克斯海賊團」的船長，平時用瀏海遮住自行挖去眼球的左眼。為人重視恩義，願為恩人赴湯蹈火在所不惜。懸賞金額：3億8,200萬貝里。
六歲時（26年前）曾見犬嵐公爵、貓蝮蛇老大和羅傑出海，懇求羅傑帶其隨行，羅傑因其當時年紀還小並未同意，但告訴他「每個人都有屬於自己的登場時機」。長大後因想幫助貓蝮蛇老大尋找歷史本文成為探險家，和波哥姆斯（也是在純毛族中唯一能夠讓因月獅子型態而失去理智的波哥姆斯恢復理智的人）、傑波、培波結夥成「諾克斯探險隊」出海，結果因為追尋世界歷史本文遭世界政府追逐誤成通緝犯，隨著傑波下象觀察大海意外飄走、探險隊出現傷員，佩特羅轉而委託波哥姆斯帶領剩餘的探險隊成員，自己則和傑波持續探索歷史本文。在5年前和夥伴傑波遊歷到萬國，意外和波哥姆斯重逢，才知道波哥姆斯已加入「BIG MOM」旗下，仍決意冒險要竊走BIG MOM所掌有的歷史本文，雖然佩特羅和塔馬哥男爵決戰過程中令對方失去左眼，但仍失敗被逮捕，隨行夥伴傑波也被BIG MOM奪去30年壽命而死；原本被BIG MOM威脅奪去70年壽命，但由於佩特羅自剜左眼謝罪和波哥姆斯居中求情，才得以令BIG MOM打折，付出50年壽命的代價離開萬國。
因為JACK帶來了凱薩所製作的殺戮兵器導致中毒，香吉士等人抵達島上時，不顧自己的傷勢向他們懇求治療奄奄一息的犬嵐公爵與貓蝮蛇老大，在萬妲將香吉士等人誤認為是「旱禍」JACK的部下欲引爆手上的炸藥同歸於盡之際，他與特里斯坦出面化解萬妲對眾人的誤會。10天後魯夫等人也登陸佐烏，包含佩特羅在內的俠客團成員與誤闖鯨魚森林的魯夫起了衝突，後因看在萬妲的面子上而制止了羅帝和BB與魯夫的打鬥。
當魯夫率領的「奪回香吉士小隊」出發去圓蛋糕島前，獲知犬嵐公爵和貓蝮蛇老大視魯夫等人必須需要歷史本文，向貓蝮蛇老大取得同意，幫助魯夫等人尋找和取得路標歷史本文。後和布魯克在萬國行動找到路標歷史本文安置地，決意以誘餌身分吸引BIG MOM成員，再度和塔馬哥男爵狹路相逢並用炸藥引發大規模爆炸擊敗對方。魯夫等人成功救出香吉士逃離婚宴會場後，佩特羅意識到魯夫正是純毛族與光月家族的希望，最終為幫助魯夫等人逃離萬國暨對付「BIG MOM」的長子裴洛斯培勒與次子卡塔克利，不惜點燃隨身攜帶的炸藥自爆而死。事後曾作為對手的塔馬哥男爵對其表示敬意。萬妲、凱洛特等人為他在和之國「九里」建立衣冠塚悼念。名字取自于牌类游戏称之为抽鬼牌的黑彼得和巴西的皇帝佩德罗二世，形象则取自于圆桌骑士里的骑士佩里諾爾王（King Pellinore）和亚格拉宾。
獸劍·唐獅子
有著像唐獅子般的猛烈斬擊。招式形象和名字均参考自中国家家户户门口镇宅用的石狮子。
羅帝（Rody）
聲優：川原慶久（日本）；宋克軍〈ep.754〉→孫中台〈ep.765起〉（台灣）
種族：牛種純毛族。
鯨魚森林「俠客團」的主要成員。曾與誤闖鯨魚森林的魯夫對打，後被凱洛特因其牛種的本能投擲紅色布塊吸引注意，而阻止了與魯夫的打鬥。隨貓蝮蛇拜訪白鬍子海賊團的馬可。大戰前抵達和之國，埋伏於鬼島上方，於月圓之夜變身「月獅子」，迎向肆虐國家的「旱禍」JACK。鬼島大戰落幕後確認生還，與眾人出席慶祝勝利的祭典。形象则取自于西游记中的牛魔王和独角兕大王。
BB（黑巴克）（Blackback）
聲優：田中一成→荒井聡太（日本）；孫中台〈ep.754〉→符爽〈ep.765起〉（台灣）
種族：猩猩種純毛族。
鯨魚森林「俠客團」的主要成員。曾以強大的怪力擊敗強帕爾，因猩猩的本能似乎很喜歡香蕉，後被萬妲阻止與魯夫的打鬥。埋伏於鬼島上方，於月圓之夜變身「月獅子」，迎向肆虐國家的「旱禍」JACK。隨貓蝮蛇拜訪白鬍子海賊團的馬可。大戰前抵達和之國，埋伏於鬼島上方，於月圓之夜變身「月獅子」，迎向肆虐國家的「旱禍」JACK。鬼島大戰落幕後確認生還，與眾人出席慶祝勝利的祭典。
名字取自于已故的一代舞王迈克尔·杰克逊所饲养的黑猩猩和成年的银臂大猩猩，形象则取自于金刚 (1933年电影)里的同名大猩猩。
米爾琪（Milky）
聲優：齊藤佑圭（日本）；許淑嬪（台灣）
種族：馴鹿種純毛族。
鯨魚森林「俠客團」的偶像般的存在，有著優雅的神態女性，令喬巴為之動情。

### 居民
米牙基（Miyagi）
聲優：西村知道（日本）；孫中台〈佐烏篇〉→符爽〈和之國篇〉（台灣）
種族：羊種純毛族。
很敬重喬巴的醫術。跟著抵達島上的娜美、香吉士、喬巴、布魯克、凱薩拯救遭凱薩的毒瓦斯所害的居民。巨象擊退來犯的「旱禍」JACK後，偕同喬巴和部分居民幫助巨象處理傷勢。和之國篇作為隨隊醫護人員跟著犬嵐公爵前往該國，治療被海道重傷的和之國居民小玉和其他受傷的援軍。
崔斯坦（Tristan）
聲優：佐佐木愛（日本）；許淑嬪（台灣）
種族：松鼠種純毛族。
米牙基醫生助手。險遭JACK手下攻擊時被香吉士解危而脫險，跟著抵達島上的娜美、香吉士、喬巴、布魯克、凱薩拯救遭凱薩的毒瓦斯所害的居民。和之國篇作為隨隊醫護人員跟著犬嵐公爵前往該國，治療被海道重傷的和之國居民小玉和其他受傷的援軍。
名字取自于圆桌骑士中最多愁善感的骑士崔斯坦。
巴利埃特（Bariete）
聲優：山口勝平（日本）；許淑嬪〈佐烏篇〉→孫中台〈和之國篇，ep.1032〉（台灣）
種族：猴種純毛族。
猴種純毛族男性，摩科莫公國看守人，外型為穿著雜耍服的小猴。從佐烏直直掉落並且撞到錦右衛門及勘十郎，兩人落下去時因獨特的叫聲而稱呼他為「伊啼猴」。
猴爺（Monjii）
聲優：稻葉實（日本）；孫中台（台灣）
種族：猴種純毛族。
猴種純毛族男性老人。在「旱禍」JACK來犯时试图與其進行交涉，但未能成功，后於JACK爭鬥中後受重傷。
名字取自于落语中的剧目猿公。
傑波
北極熊種純毛族男性，培波的哥哥。諾克斯海賊團成員，已故。
培波
北極熊種純毛族男性，傑波的弟弟。哈特海賊團成員，小時候下象觀察大海時意外飄流到北海，邂逅托拉法爾加·羅並加入哈特海賊團，故對佐烏沒有太多記憶。
波哥姆斯
獅種純毛族男性。前諾克斯海賊團成員，海賊團分裂後成為BIG MOM海賊團的成員。